# Diestrammena lata
Diestrammena lata är en insektsart som beskrevs av Zhang, Feng och Xiangwei Liu 2009. Diestrammena lata ingår i släktet Diestrammena och familjen grottvårtbitare. Inga underarter finns listade i Catalogue of Life.